# Henryk Gotszalkowic
Henryk Gotszalkowic (zm. 22 marca 1127 w Lüneburgu) – książę obodrycki panujący w latach 1105–1127, syn Gotszalka i Sygrydy, córki Swena II Estridsena, króla Danii.

## Przejęcie władzy
Po śmierci ojca wygnany przez księcia Kruta do Danii. W 1093 roku dzięki pomocy Duńczyków wrócił do kraju i kilka lat później, z poparciem części możnowładców, wymusił na księciu wydzielenie sobie, jako lennikowi, dzielnicy. W 1105 pod pozorem organizacji krucjaty do Ziemi Świętej zebrał armię i w trakcie uroczystości pożegnalnej, w porozumieniu z żoną Kruta — Sławieną, podstępnie zabił podstarzałego księcia i przejął władzę. Swoje panowanie rozpoczął od chrześcijańskiego ślubu ze Sławieną. Jeszcze przed zamachem, w zamian za pomoc w przejęciu władzy, uzgodnił z księciem saskim Magnusem uznanie przez państwo Obodrytów zwierzchnictwa księcia saskiego, zapłacenie olbrzymiego trybutu i zawarcie pokoju z Nordalbingami. Sposób przejęcia władzy oraz prosaska polityka nowego władcy niemal natychmiast wywołała bunt plemion we wschodniej i południowej części księstwa. Został on szybko stłumiony dzięki pomocy wojsk Magnusa w zwycięskiej bitwie pod Śmiłowem oraz pobiciu plemienia Ranów oblegającego Lubekę.

## Rządy
Za swą stolicę Henryk Gotszalkowic obrał Lubekę, położoną na styku terytoriów plemiennych Obodrytów, Wagrów i Połabian, co było wymownym gestem politycznym symbolizującym dążenie władcy do unifikacji politycznej Połabia, zwłaszcza iż według Helmolda wszystkie zachodniosłowiańskie plemiona opłacały mu wówczas trybut. Wschodnia granica państwa Henryka opierała się o Odrę, zaś na południu sięgało ono Sprewy. Około 1112 roku podbił zamieszkujących nad środkową Łabą Brzeżan i Stodoran. Zhołdował także Ranów, tworząc w ten sposób największy w dziejach organizm polityczny na Połabiu. Wówczas jego panowanie rozciągało się nad takimi plemionami słowiańskimi jak: Wagrami, Połabianami, Obodrzycami, Warnami, Czrezpienianami i Chyżanami. Ponadto zależni byli Ranowie, Brzeżanie, Stodoranie i Glinianie. 
Mimo że sam Henryk był chrześcijaninem, nie próbował narzucić poddanym nowej religii i kulty pogańskie (szczególnie konkurujące ze sobą kulty Swarożyca z Radogoszczy i Świętowita z Rany) umacniały swój wpływ na Obodrytów. Dopiero pod koniec jego panowania przybyła misja chrystianizacyjna pod kierownictwem biskupa Wicelina.
Jednocześnie rządy Henryka przyniosły bardzo duże zubożenie i wyludnienie kraju Obodrytów oraz degradację jego elit. Przez cały okres panowania zewnętrzny wróg nie wszedł w granicę księstwa, ponieważ Henryk każdemu potencjalnemu wrogowi sowicie się opłacał. Zależało mu tylko na utrzymaniu władzy i zdobyciu jak największej ilości pieniędzy. W tym celu, oprócz zbierania podatków, nie wahał się organizować napadów (choć różnica pomiędzy tymi czynnościami była bardzo płynna) i porywać ludność by sprzedać ich jako niewolników. Niepokornych możnowładców wysyłał jako kontyngenty „sojuszniczych wojsk” do sąsiadów. Henryk nigdy nie wyjechał poza granice swojego księstwa, nigdy też nie uczestniczył w żadnym wiecu ani spotkaniu z możnowładcami. 

## Śmierć
22 marca 1127 roku Henryk został w nieznanych okolicznościach zamordowany skrytobójczo podczas wizyty w Lüneburgu, co przekreśliło plany zjednoczenia Połabia. Po śmierci Henryka Gotszalkowica państwo obodryckie pogrążyło się w wojnie domowej pomiędzy jego synami, Kanutem i Świętopełkiem. Obaj książęta zginęli w czasie bratobójczych walk, a zamęt polityczny wykorzystał duński książę Kanut Lavard, w 1129 roku zajmując ziemie Obodrytów.